# Sfânta Matrona din Moscova
Sfânta Matrona de la Moscova (Limba rusă  Блаженная Матрона Московская) (născută Matrona Dimitrievna Niconova), ; 10 (22) noiembrie 1881 satul Sebino, județul Epifan, gubernia Tula (acum cartierul Chimovschi, regiunea Tula) - 2 mai 1952, satul Shodnea, cartierul Himchinschi ( acum districtul orașului Himchi), regiunea Moscova ) – Sfântă a Bisericii Ortodoxe din Rusia.

## Biografie
Matrona s-a născut într-o familie de țărani în 1881  .  Există versiuni, precum că ea s-a născut în 1883 (datele recensământului agricol al provinciei Tula, din 1911) sau în anul 1885 ( cartea de înregistrare a cimitirului Danilovsc în 1952). Familia avea patru copii: Pelagheia (născută în 1873 (după alte surse, Maria)), Ivan (născut în 1885), Mihail (născut în 1888). Încă trei frați și o soră au murit în copilărie: Mihail (1870-1871), Ustinia (1876-1878), Ivan (1879-1880) și Andrei (12.08.1882-05.08.1883). Există păreri, că Matrona ar fi fost un copil adoptiv. 
Semnele alegerii ei de către Domnul s-au arătat încă înainte de naștere. Părinții, nefiind tineri în acea vreme, Natalia Nichiticina și Dmitri Ivanovici Niconov se gândeau să o abandoneze la un orfelinat al cneazului Golițîn, din satul vecin Bucealca, din pricina sărăciei în care se afla familia lor, fiind cu mulți copii. Însă mama a avut un vis prevestitor, care a făcut-o să se răzgândească, în care fetița ei, încă nenăscută, i s-a arătat ca o pasăre albă, cu chip de om, având ochii închiși. La naștere, apropiații au constat că fetița era oarbă, nu avea ochi.
La Botez i-au pus numele Matrona, în cinstea Cuvioasei Matrona a Constantinopolului, care a trăit în secolul al V-lea, și care este pomenită pe data de 9/22 noiembrie. La botezul ei  s-a întâmplat prima minune: când preotul a cufundat-o în cristelniță, cei prezenți au văzut cum deasupra ei se înălța un stâlp de fum bine înmiresmat. Copilul s-a născut însemnat, pe pieptul fetiței era o mică umflătură în formă de cruce, o cruciuliță în relief, nefăcută de mână omenească. Astfel au înțeles părinții că fetița era aleasă de Dumnezeu și așteptau să vadă ce va fi cu ea.  
Încă din copilărie, în timpul nopții, când părinții dormeau, ea se furișa la colțul sfânt și, într-un mod de neînțeles, lua de pe poliță icoanele, le așeza pe masă și, în liniștea nopții, se juca cu ele". Din fragedă copilărie Domnul a înzestrat-o cu darul clarviziunii, al facerii de minuni, al vindecării bolnavilor, al înțelepciunii.
Din cele povestite se știe că, deja de la vârsta de opt ani, Matrona avea o credință profundă, abilitatea de a vindeca bolnavii și de a prezice viitorul. În tinerețe, Matrona a avut ocazia să călătorească. Fiica unui proprietar local, Lidia Alexandrovna Iancova (născută în 1885), o lua cu ea în pelerinaje. Au vizitat Lavra Peșterilor din Kiev, Lavra Trinitatea a Sfântului Serghii, la Sankt Petersburg și alte orașe și locuri sfinte din Rusia. 
La vârsta de paisprezece ani, ajunge însoțită de o prietenă, în catedrala Sf. Andrei, unde slujea Sfântul Ioan de Kronștadt. După slujbă, Sfântul a rugat lumea adunată să îi facă loc Matronei, adresându-i acesteia chemarea: "Matronușka, vino-vino la mine! Iată vine schimbul meu - al optulea stâlp al Rusiei". .
La vârsta de aproximativ 17 ani, i-au fost paralizate picioarele .
În 1912, Dmitri Ivanovici Nikonov, tatăl Matronei, a decedat.
După revoluție, Matrona și prietena ei, Lidia Iancova, rămase fără adăpost, au mers să caute un loc de muncă și mâncare în oraș. Aproximativ în anul 1925, Matrona s-a mutat la Moscova. Trăia pe unde apuca, la prieteni și cunoștințe, dar nu la frații ei care au devenit bolșevici. 
În cartea Zinaidei Jdanova "Povestiri despre viața Binecuvântatei Starețe Matrona", publicată de Editura Mănăstirii Novo-Golutvino, este povestită întâmplarea ( de către una dintre cunoștințele Jdanovei), în care descrie venirea șefului URSS, I.V. Stalin , pentru a se sfatui cu Matrona de la Moscova, după apariția amenințarilor de capturare a Moscovei de către germani . Această carte diferă de viața canonică a Sfintei Matrona (de aceea unii cercetători o numesc apocrifă ). Potrivit povestirii citate în această carte, Matrona i-a spus: "Poporul rus va câștiga, victoria va fi de partea ta. Din conducere tu unul nu vei părăsi Moscova ". Această întâlnire este descrisă pe așa-numita icoană "Matrona și Stalin" . Această povestire nu corespunde vieții canonice a Sfântei Matrona și nu este inclusă în ea, deoarece nu există dovezi care susțin această întâlnire . Istoricul I. Curliandschi, specializat în viața lui I.V. Stalin, consideră că această poveste este fictivă, deoarece nu are dovezi . Mai mult, în cartea despre viața Sfântei Matrona sunt descrise nenumăratele persecuții, pusela care împotriva ei de către autoritățile sovietice. În ciuda persecuției, Matrona reușea de fiecare dată să evite arestarea. Zinaida Jdanova a fost condamnată ca membru al unei grupări anti-sovietice bisericești-monarhiste . 
În 1942-1949, Matrona a locuit la Moscova, într-un vechi conac din lemn, lângă Arbat, unde a ocupat un colț dintr-o cameră de 48 de metri a unei consătence E.M. Jdanova și a fiicei sale Zinaida .
În perioada 1950-1952 a locuit lângă Moscova, în Shodne, la adresa: str. Curganaia, nr.23, la rude îndepărtate, în familia Curocichin.
Sfânta Matrona din Moscova primea oameni în timpul zilei (până la patruzeci de oameni pe zi), vindecându-i și sfătuindu-i cum să procedeze, iar noaptea se ruga. Ea se mărturisea în mod regulat și primea Sfânta Împărtășanie. Încă din timpul vieții sale, călugării de la Lavra Sfânta Treime din Serghievo au venerat-o.
Conform povestirilor,  Matrona și-a prezis moartea cu 3 zile înainte, continuând să primească oameni până în ultimele ei zile. 
Sfânta Matrona a murit la Shodnea, pe 2 mai 1952. S-au păstrat fotografii postmortem ale Sfintei Matrona. Prohodu a fost slujit în Hramul Ризоположения, de pe strada Donscaia de către protoireiul Nicolai Dubțov, care  era bine cunoscut cu Matrona și o cinstea cu evlavie.
A fost înmormântată pe 4 mai, în Săptămâna Sfintelor Mironosițe. La înmormântarea ei a venit foarte multă lume. Cimitirul Danilov a fost ales de însăși Matrona, ca ”să asculte slujba”, - în acei ani, biserica de la cimitirul dat era una din puținele biserici, care activau în Moscova.
Mormântul Sfintei Matrona a devenit un loc de pelerinaj pentru mai mulți ani.

## Canonizarea
Despre viața Matronei, în primul rând se cunoaște din cartea Zinaidei Jdanova (1917-2007), care, împreună cu mama ei au trăit șapte ani în aceeași cameră cu Matrona, pe stradela Staroconiușnii, care a urmărit activitățile spirituale ale Matronei. Cartea a fost publicată într-un număr mare de tiraj în anul 1993 de către mănăstirea de călugărițe Novo-Golutvinschi și conține fapte neobișnuite și nefondate în dogma creștină. În plus, cartea conținea istoria neconfirmată documental, despre întâlnirea dintre Matrona și Stalin . Acestă informație a fost puternic criticat de membrii Comisiei Sinodale pentru Canonizarea Sfinților: președintele ei, Mitropolitul Iuvenalie (Poiarcov), președintele Consiliului Editorial al Episcopului Tihon (Emelianov), Igumenul Damaschin (Orlovschi) și diaconul Andrei Curaev . Cartea scrisă de Z.V. Jdanova a fost retrasă din vânzare în Mănăstirea de călugărițe.
Comisia Sfântului Sinod a numit un grup de experți, care a alcătuit un text canonic despre viața fericitei Matrona, excluzând date nedocumentate, după părere experților, și necorespunzătoare teologiei oficiale. Această versiune este prezentată până astăzi pe site-urile creștine ortodoxe „Pravoslavie.ru”, „Sedmița.ru” și pe site-ul mănăstirii Acoperământul Maicii Domnului.
În noaptea spre 8 martie 1998 cu blagoslovirea Patriarhului Alexei II a fost deschis mormântul Sfintei Matrona, iar moaștele ei au fost aduse la mănăstirea Danilov, apoi au fost așezate într-un sicriu de argint în mănăstirea Acoperământului Maicii Domnului. În fiecare zi de la ora 7:00 (duminica de la 6:00) până la ora 20:00, toți doritorii pot veni la moaștele Sfintei Matrona din Moscova.
Ziua de 8 martie, când moaștele Sfintei Matrona au fost așezate cu sfințenie în mănăstirea Acoperământul Maicii Domnului, a devenit încă o sărbătoare pentru creștini în cinstea sfintei Fericite Matrona din Moscova.
La 2 mai 1999, Sfânta Matrona a fost canonizată ca sfântă și cinstită de creștinii eparhiei de la Moscova. Iar în octombrie 2004 a avut loc canonizarea ei biserica creștină.
Părticele din moaștele  sfintei Matrona au fost depuse pentru închinarea credincioșilor în orașele ai Rusiei: Vologda, Krasnoiarsk, Lipețk, Novokuznețk, Perm și altele.

## Venerarea Sfintei Matrona
Binecuvântata Sfânta Matrona din Moscova este una dintre cele mai renumite și mai venerate Sfinte din Rusia . Ea trece la cele veșnice pe 2 mai 1952, iar după moartea sa, mormântul ei a devenit loc de pelerinaj. La 8 martie 1998, au fost descoperite moaștele sale nestricate, răspândind bună mireasmă, care se pastrează în prezent în Biserica Acoperământul Maicii Domnului din Moscova. Pe 2 mai 1999, Alexie, Patriarhul Moscovei și al Întregii Rusii, a semnat hotărârea prin care Fericita Matrona este trecută în rândul sfinților.
La moaștele ei vin zilnic să se închine mii de oameni (în weekend, coada se întinde timp de 7-8 ore) . Tot în Mănăstirea Acoperământul Maicii Domnului se află o icoană a Maicii Domnului, pictată în jurul anului 1915, de care Matrona nu s-a despărțit până la sfârșitul vieții sale .  Se atestă că, prin rugăciunile către Sfânta Matrona, se întâmplă un număr mare de minuni și vindecări, inclusiv cu oamenii ce nu sunt ortodocși și nereligioși , chiar există înregistrări scrise despre aceasta . Pelerinii din alte orașe și țări vin să se închine Sfintei Matrona . Puterea miraculoasă a Sfântei Matrona a fost recunoscută de întreaga ierarhie a Bisericii Ortodoxe Ruse, inclusiv de Patriarhul Chiril I al Moscovei și al Întregii Rusiei,  care a îndemnat pe toți să se adreseze Sfântei Matrona pentru ajutor, nu numai la rezolvarea problemelor vitale, ci și la dăruirea forțelor pentru depășirea suferințeor.
Sfânta Cuvioasa Matrona din Moscova a fost introdusă în calendarul  Bisericii Ortodoxe Române, de către Sfântul Sinod la 15 februarie 2018 și este prăznuită la 2 mai (19 aprilie, calendarul bisericesc)  .